# Feldungelsee
Der Feldungelsee ist ein Naturschutzgebiet in der niedersächsischen Gemeinde Bramsche im Landkreis Osnabrück.
Das Naturschutzgebiet mit dem Kennzeichen NSG WE 004 ist 5,1 Hektar groß. Es ist zu einem großen Teil vom Landschaftsschutzgebiet „Wiehengebirge und Nördliches Osnabrücker Hügelland“ umgeben. Das Gebiet steht seit dem 22. Mai 1932 unter Naturschutz. Es war zunächst nach dem Feld- und Forstpolizeigesetz unter Schutz gestellt, welches 1937 in das Reichsnaturschutzgesetz überführt wurde. Das Datum der Inkrafttretung der Verordnung wurde dabei auf den 7. August 1937 geändert. Zuständige untere Naturschutzbehörde ist der Landkreis Osnabrück.
Das Naturschutzgebiet liegt östlich des Bramscher Ortsteils Lappenstuhl und nördlich des Mittellandkanals. Es stellt den See „Feldungel“ sowie das angrenzende Ufer unter Schutz. Der durch mehrere Erdfälle entstandene See ist im Schnitt etwa 1,7 bis 2 Meter tief. Die tiefste Stelle ist etwa 3,1 Meter tief. Sie befindet sich im Ostteil des Sees. Der ursprünglich oligotrophe See hat sich im Laufe der Zeit zu einem eutrophen See entwickelt. Er ist von Weiden- und Faulbaumgebüsch sowie Erlenbruchwald und Röhrichtbeständen umgeben. Die Uferbereiche verlanden langsam. In den vermoorten Verlandungsbereichen sind Torfmächtigkeiten von etwa 50 cm, im Süden des Sees auch bis zu 100 cm zu finden. Im Osten des Sees sind die Torfablagerungen teilweise 340 bis 360 cm mächtig. Im freien Wasser des Sees wachsen große Bestände der Seerose.
Das Naturschutzgebiet grenzt im Norden an eine Straße. Das Gebiet wird vom Verein Biologische Station Haseniederung betreut.